# Битка за Глођане
Битка за Глођане је била операција ослобођења места Глођане од јединица ОВК у августу 1998. године. Јединице полиције су у дводневним борбама разбиле терористичке јединице, ослободиле место и разбиле једно од најјачих упоришта ОВК на Косову и Метохији, и отвориле пут Дечани-Ђаковица. Сама битка се поклапала са офанзивом снага безбедности усмереном ка елиминисању терористичких упоришта. Припадници ОВК су након разбијања делимично успели да се преко Јуника пребаце у Албанију.

## Злочини
Терористичка група ОВК је у околини Глођана извршила више ратних злочина. У току извођења операције ослобађања Глођана припадник ОВК Идриз Гаши ликвидирао је девојку албанске националности под сумњом да је сарађивала са полицијом. Њено тело је касније бачено у канал код Радоњићког језера где је са осталих 39 тела откривено у септембру 1998.